# Tinença de Miravet
La Tinença de Miravet fou una senyoria feudal del regne de València, domini dels bisbes de Tortosa, inicialment centrada en el castell de Miravet, situat en l'actual terme municipal de Cabanes, i a la qual pertanyien les poblacions de Cabanes, Bell-lloc del Pla, Albalat dels Ànecs, Miravet i Torreblanca.
El domini del castell de Miravet i el seu territori és concedit per Jaume I al bisbe de Tortosa, en reconeixement de l'ajut del bisbe en l'atac a Peníscola, el 22 d'abril de 1225. Amb el creixement de Cabanes i l'escassa població de Miravet, el 5 de juliol de 1575 el bisbe Juan Izquierdo annexa Miravet i Albalat dels Ànecs al terme de Cabanes,
i Cabanes es converteix en la veritable capital de la tinença.
La Tinença de Miravet apareix al mapa de comarques d'Emili Beüt "Comarques naturals del Regne de València" publicat l'any 1934, composta pels municipis de Bell-lloc del Pla, Cabanes, Orpesa, La Pobla Tornesa, la Serra d'en Galceran, Torreblanca, Vall d'Alba, i Vilafamés. Actualment es troba integrada en la comarca de la Plana Alta.